# La bottega dei Cupcake
La bottega dei Cupcake (titolo originale DC Cupcakes) è stato un reality show statunitense di genere documentario e culinario, in onda dal 16 luglio 2010 al 1º luglio 2013 sulla rete TLC.
Lo show è centrato sull'attività delle sorelle nonché socie in affari Katherine Kallinis-Berman e Sophie Kallinis-LaMontagne, chiamata Georgetown Cupcake, pasticceria specializzata nella produzione di cupcake.
In Italia lo show è andato in onda a partire dal 9 ottobre 2013 sulla rete Real Time.

## Cast
I componenti del cast sono:

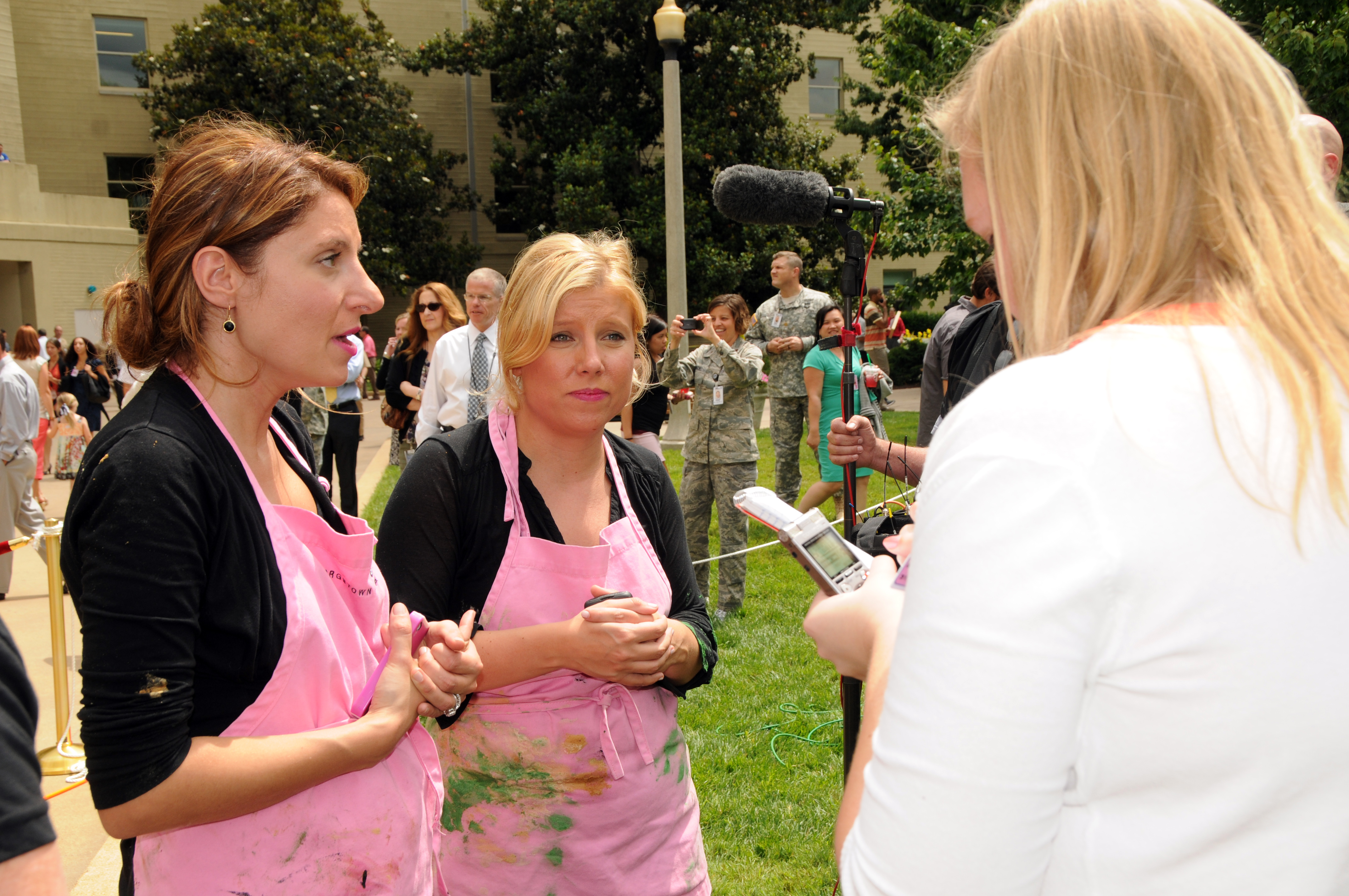
Sophie e Katherine proprietarie del Georgetown Cupcake ad un evento del 2012

- Katherine Kallinis-Berman: prima di diventare socia della sorella e aprire il primo negozio del Georgetown Cupcake nel 2008, lavorava presso la sede di Gucci a Toronto[1]
- Sophie Kallinis-LaMontagne: ex dipendente di una joint venture a Boston, come la sorella ha lasciato il lavoro per aprire l'attività di pasticceria nel 2008[1]
- Elaine Kallinis: mamma delle proprietarie e impiegata del Georgetown Cupcake, viene chiamata anche dallo staff delle pasticcerie mommy, ovvero mamma[1]
- Steve LaMontagne: marito di Sophie, aiuta le due sorelle nei momenti di difficoltà
- Andres: il capo pasticcere del negozio presente a Washington

## Stagioni
| Stagione | Puntate | Prima TV USA     | Prima TV Italia |
| -------- | ------- | ---------------- | --------------- |
| 1        | 6       | 16 luglio 2010   | 9 ottobre 2013  |
| 2        | 12      | 25 febbraio 2011 | 15 ottobre 2013 |
| 3        | 10      | 11 novembre 2011 | 9 dicembre 2013 |

## Spin-off
Negli Stati Uniti è stato girato uno spin-off della serie, dal titolo DC Cupcakes: County Fair, sarà trasmesso sempre sul canale TLC a partire dal 14 febbraio 2014.

## Libri
Le due sorelle e socie del Georgetown Cupcake hanno pubblicato due libri, inediti in Italia, entrambi dedicati ai cupcake e alle ricette che preferiscono o che sono più famose nei lori negozi:
- The Cupcake Diaries, pubblicato nel 2011[3]
- Sweet Celebrations, pubblicato nel 2012[4]

## L'azienda
La Georgetown Cupcake prende il nome dalla città in cui è stato aperto il primo negozio, Georgetown, situato nel distretto di Washington. Oltre il negozio a Georgetown,  aperto nel 2008, le due sorelle e socie hanno aperto altri quattro negozi:
- a Bethesda aperto nel 2009[5]
- a New York, più precisamente nel quartiere di SoHo, aperto nel 2012[6]
- a Boston, aperto sempre nel 2012[7]
- a Los Angeles, che è stato il terzo negozio aperto nel 2012[8]
- ad Atlanta[9]